# 蕭仲坤
蕭仲坤（1929年3月29日—2005年6月19日）為粵劇老倌及粵語電影演員，與前妻李香琴有一段七年的婚姻並育有一女蕭紫筠，於1957年離婚，遺孀李菊華為七小福 (演員)。
蕭活躍於二十世紀四十至八十年代的港粵藝壇，曾參演多齣影片如《虎度門》 （1996年）演靚嘯天 ，《如來神掌》系列，《帝女花》（1959年）演周寶倫。他曾於廣州加入陳錦棠的「錦添花劇團」，後於越南及新加坡走埠。陳錦棠(1906 - 1981)門下羅家寶和蘇少棠的大師兄、結拜兄弟。
亂世打江山十數載，另一人盛世享其成。
長期擔任龍劍笙及「雛鳳鳴劇團」的走埠武生 、第二武生， (按: "武生王" 靚次伯唯一1976年為「雛鳳鳴」走埠演出。) 1975年走埠演出，在《胡不歸》演方三郎及《西樓錯夢》演于雪賓，開山演出劇目1972年《英烈劍中劍》及1982年《李後主 (粵劇)》，1969-1987年在香港與賽麒麟更多屆代"武生王"演出。
1988-1991年，由於一山不能藏二虎， 先後離開「雛鳳鳴劇團」及「鳴芝聲劇團」。從那時起前者波、靚年代的和諧共存變成一人獨大，後者另外轉聘和平共融二人為六柱，至于博取各家所長，他們保留阮兆輝為小生。
2005年於加拿大溫哥華因食道癌逝世，享壽七十六歲。

## 外部連結
- 蕭仲坤在互联网电影资料库（IMDb）上的資料（英文）
- 蕭仲坤在互联网电影资料库（IMDb）上的資料（英文）
- 蕭仲坤在香港影庫上的簡介